# أولاد بورزك (السلامنة)
أولاد بورزك هو دُوَّار يقع بجماعة سيدى بطاش، إقليم بنسليمان، جهة الدار البيضاء سطات في المملكة المغربية. ينتمي الدوّار لمشيخة السلامنة التي تضم 5 دواوير. يقدر عدد سكانه بـ 736 نسمة حسب الإحصاء الرسمي للسكان والسكنى لسنة 2004.

## روابط خارجية
- البوابة الوطنية للجماعات الترابية
- المندوبية السامية للتخطيط